# Pinheirense Esporte Clube
Pinheirense Esporte Clube é um clube de futebol brasileiro sediado no distrito de Icoaraci, pertencente à cidade de Belém, no estado do Pará. Fundado em 8 de dezembro de 1925, atualmente disputa o Campeonato Paraense de Futebol - Série A2.
Seu time de futebol feminino foi campeão da segunda divisão brasileira de 2017, em campanha invicta até as finais contra a Portuguesa. A conquista juntou o clube a Paysandu (por 1991 e 2001) e Tuna Luso (por 1985) como as três únicas equipes paraenses campeãs da segunda divisão nacional.

## História
O Pinheirense Esporte Clube foi fundado em 8 de dezembro de 1925, no distrito de Icoaraci, em Belém, Pará. Conhecido como "General da Vila", o clube estreou no Campeonato Paraense em 1955 e se tornou tradicional na base das divisões inferiores do estadual. Em 2016, com campanha impecável, conquistou o título da Segunda Divisão do Paraense, renovando seu acesso à elite estadual. Em 2023, o Pinheirense fez história novamente ao vencer a inaugural Série B2 (terceira divisão) do Campeonato Paraense; o clube derrotou o Paraense Sport Club por 5 a 4 nos pênaltis após empate sem gols, garantindo o título e o acesso à Série B1. Já em 2025, disputando a Série A2 (segunda divisão), o Pinheirense terminou em 3º lugar no Grupo B, com apenas 2 pontos em 4 jogos, o que resultou no rebaixamento à Série A3 (terceira divisão).

## Rivalidade
O Pinheirense Esporte Clube mantém uma rivalidade histórica com o Santa Rosa Esporte Clube, também sediado no distrito de Icoaraci, em Belém. Este confronto regional, apesar de menos conhecido em âmbito estadual, é bastante significativo para a comunidade local e é considerado um clássico tradicional do futebol de Icoaraci. Ambos os times já dividiram o Estádio Abelardo Conduru para seus jogos, intensificando a rivalidade entre as torcidas e a disputa pela hegemonia local.

## Títulos
| Estaduais | Estaduais                                 | Estaduais | Estaduais  |
|           | Competição                                | Títulos   | Temporadas |
| --------- | ----------------------------------------- | --------- | ---------- |
|           | Campeonato Paraense de Futebol - Série A2 | 1         | 2016       |
|           | Campeonato Paraense de Futebol - Série A3 | 1         | 2023       |